# Župnija Sv. Trojica - Podlehnik
Župnija Sv. Trojica - Podlehnik je rimskokatoliška teritorialna župnija Dekanije Zavrč Ptujsko-ormoškega naddekanata Nadškofije Maribor.

## Cerkve
| #  | Slika                     | Cerkev                        | Naselje   |
| -- | ------------------------- | ----------------------------- | --------- |
| 1. | Klikni za spremembo slike | Cerkev sv. Trojice            | Gorca     |
| 2. | Klikni za spremembo slike | Cerkev sv. Duha               | Rodni Vrh |
| 3. | Klikni za spremembo slike | Cerkev Marijinega vnebovzetja | Podlehnik |
| 4. | Klikni za spremembo slike | Cerkev Žalostne Matere Božje  | Stanošina |